# Tim Reid
Timothy Lee Reid (Norfolk, 19 dicembre 1944) è un attore, produttore televisivo, regista e sceneggiatore statunitense.
Tim Reid è conosciuto principalmente per le sue interpretazioni in programmi televisivi americani destinati alla prima serata, come Venus Flytrap in WKRP in Cincinnati (1978-1982), Marcel "Downtown" Brown in Simon & Simon (1983-1987), Ray Campbell in Sister, Sister (1994-1999) e William Barnett in That '70s Show (2004-2006). Reid è stato anche protagonista per la CBS nella serie Frank's Place, interpretando un professore che eredita un ristorante in Louisiana.

## Primi anni
Reid è figlio di Augustine (nata Wilkins) e William Lee Reid ed è cresciuto a Crestwood nell'area di Chesapeake (Virginia), precedentemente Norfolk County (Virginia). Egli ha ottenuto il suo baccellierato in amministrazione aziendale alla Norfolk State University nel 1968. Reid divenne pure membro della confraternita Alpha Phi Alpha. Dopo questa laurea è stato assunto alla DuPont dove ha lavorato per tre anni.
Anche la carriera di Reid nello spettacolo cominciò nel 1968, in circostanze atipiche. Lui e il venditore di assicurazioni Tom Dreesen si incontrarono ad un meeting vicino a Chicago organizzato dalla Junior Chamber of Commerce.. Loro furono "incaricati insieme per promuovere un programma anti-droga nelle scuole locali" e, in seguito alla richiesta di un bambino decisero di creare una coppia di recitazione. Il duo, successivamente battezzato Tim and Tom, fu il primo duo comico interrazziale. Anni dopo, Reid e Dreesen scrissero insieme un libro su quegli anni intitolato Tim & Tom: An American Comedy in Black and White (ISBN 978-0-226-70900-0, scritto con la collaborazione dello scrittore sportivo Ron Rapoport)

## Carriera di attore televisivo
Reid cominciò con lo spettacolo di breve durata The Richard Pryor Show. Fu protagonista come DJ "Venus Flytrap" nella sitcom della CBS WKRP in Cincinnati, dove probabilmente diede anche la sua migliore interpretazione televisiva.
Interpretò anche un ruolo da protagonista nella serie della CBS Simon & Simon, il tenente Marcel Proust "Downtown" Brown, negli episodi dal numero 43 al numero 127.
Nel 1988 Reid vinse un premio dai "Viewers for Quality Television Awards" come "Miglior attore in una serie comica di qualità" per Frank's Place. Nel 1988 lo stesso ruolo gli permise di aggiudicarsi un NAACP Image Award per "Miglior attore protagonista in una serie".
Apparve poi nella miniserie televisiva It, basata sull'omonimo romanzo di Stephen King. Interpretò inoltre il ruolo di Mike Hamlon, il bibliotecario alla Libreria Pubblica di Derry, nel Maine, e apparve anche come sergente Ray Bennett del Dipartimento di Polizia di Seacouver in tre episodi della prima serie di Highlander.
Ebbe anche un ruolo primario nella serie Sister, Sister interpretando Ray, per tutta la durata delle sei stagioni. Il 13 aprile 2009 ritornò dalla sua ex co-star Tamera Mowry nella serie televisiva di breve durata Roommates della ABC Family. Interpretò il signor Daniels, il padre di Hope, nell'episodio The Break In, dove Mowry interpretava Hope Daniels.
Ebbe anche un ruolo ricorrente in That '70s Show come William Barnett.

## Regia
Reid ha diretto vari programmi televisivi come pure il film Once Upon a Time...When We Were Colored basato sul romanzo di Clifton L. Taulbert.
Egli ha diretto uno spettacolo televisivo adattato per i bambini intitolato Bobobobs andato in onda verso la fine degli anni '80.
Reid è il creatore del PSA, un video speciale per il doposcuola per la lotta contro la droga registrato l'11 dicembre 1985. Esso è una "E.I.C. Production", Versione II del video. Il video mostra una giovane Whitney Houston, La Toya Jackson, Kim Fields, New Edition, Kareem Abdul-Jabbar, Arnold Schwarzenegger e Casey Kasem. Questo fu un progetto caldamente supportato da Nancy Reagan. Esso fu registrato agli Hollywood Sounds e alla Casa Bianca nella "Blue Room".

## Vita privata
Nel 1967 Reid sposa Rita dalla quale divorzia il 9 maggio 1980 dopo avere avuto due figli: Tim Reid II (nato nel 1968) e Tori Reid (nata nel 1971). Dal 4 dicembre 1982 è sposato con l'attrice Daphne Maxwell Reid. Il 14 novembre 2010 avvenne la sua inizializzazione all'Alpha Phi Alpha. È stato anche nominato al Consiglio di Amministrazione all'"American Civil War Center" di "Historic Tredegar" nel luglio 2011. Tredegar Iron Works si trova sulle rive del fiume James a Richmond (Virginia) e si sforza di interpretare la Guerra di secessione americana da tre prospettive: l'Unione, i Confederati e gli afroamericani.

## Filmografia

### Attore

#### Film
- Codice 3: emergenza assoluta (1976)
- Dead Bang - A colpo sicuro (1989)
- La quarta guerra (1990)
- Say a Little Prayer (1993)
- Out-of-Sync (1995)
- Mu Sa Do (2002)
- For Real (2003)
- On the One (2005)
- Trade (2007)
- The Cost of Heaven (2010)

#### Film TV
- Bumpers (1977)
- You Can't Take It With You, regia di Paul Bogart (1979)
- Perry Mason: Morte a tempo di rock (1990)
- It (1990)
- You Must Remember This (1992)
- Just Deserts (1992)
- Mastergate (1992)
- Race to Freedom: The Underground Railroad (1994)
- Simon & Simon: In Trouble Again (1995)
- La squadra di bowling Alley Cats (2000)
- You Wish! - Attenzione ai desideri (You Wish!), regia di Paul Hoen – film TV (2003)
- Il sogno di Helen (2005)
- Il natale di Julia (Check Inn to Christmas), regia di Sam Irvin - film TV (2020)

#### Serie TV
- That's My Mama - serie TV, 1 episodio (1974)
- Rhoda - serie TV, 1 episodio (1976)
- The Marilyn McCoo and Billy Davis, Jr. Show - serie TV, episodi sconosciuti (1977)
- Fernwood 2 Night - serie TV, 1 episodio (1977)
- The Richard Pryor Show - serie TV, 2 episodi (1977)
- Lou Grant - serie TV, 1 episodio (1977)
- What's Happening!! - serie TV, 1 episodio (1977)
- Maude - serie TV, 1 episodio (1977)
- ABC Weekend Specials - serie TV, 1 episodio (1978)
- WKRP in Cincinnati - serie TV, 87 episodi (1978-1982)
- Benson - serie TV, 1 episodio (1982)
- Cari professori - serie TV, 13 episodi (1983)
- Simon & Simon - serie TV, 79 episodi (1983-1987)
- Code Name: Foxfire - serie TV  1 episodio (1985)
- Matlock - serie TV, 2 episodi (1987)
- Frank's Place - serie TV, 22 episodi (1987-1988)
- Spie - serie TV, 4 episodi (1989)
- It - miniserie TV, 2 episodi (1990)
- ABC TGIF - serie TV, episodi sconosciuti (1990)
- Zorro - serie TV, 1 episodio (1991)
- The New WKRP in Cincinnati - serie TV, 1 episodio (1992)
- Highlander - serie TV, 3 episodi (1992-1993)
- Sister, Sister - serie TV, 120 episodi (1994-1999)
- Il tocco di un angelo (Touched by an Angel) - serie TV, 1 episodio (1997)
- Linc's - serie TV, episodi sconosciuti (1998)
- That '70s Show - serie TV, 9 episodi (2004-2006)
- Raven - serie TV, 1 episodio (2006)
- Roommates - serie TV, 1 episodio (2009)
- The Soul Man - serie TV, 1 episodio (2012)
- Treme - serie TV, 4 episodi (2010-2012)
- Il natale di Julia (Check Inn to Christmas), regia di Sam Irvin - film TV (2020)

### Produzione

#### Documentari
- Paul Mooney: Analyzing White America (2002)
- The Enduring Legacy of Pocahontas Island (2010)

#### Film
- Out-of-Sync (1995)
- Once Upon a Time... When We Were Colored (1995)
- Spirit Lost (1997)
- Asunder (1999)
- Troop 491 - Adventures of the Muddy Lions (2012)

#### Film TV
- About Sarah (1998)
- Blue Moon (1999)
- The Contender, regia di Hugh Wilson (2000)

#### Serie TV
- Frank's Place - serie TV, 22 episodi (1987-1988)
- Spie - serie TV, 4 episodi (1989)
- Linc's - serie TV, episodi sconosciuti (1998)

### Regia

#### Film
- Once Upon a Time... When We Were Colored (1995)
- Asunder (1999)
- For Real (2003)

#### Serie TV
- Linc's - serie TV, 4 episodi (1998-1999)

### Sceneggiatura

#### Film
- For Real (2003)

#### Serie TV
- WKRP in Cincinnati - serie TV, 3 episodi (1980-1982)
- Simon & Simon - serie TV, 2 episodi (1985-1987)
- Frank's Place - serie TV, 1 episodio (1988)

## Doppiatori italiani
Nelle versioni in italiano delle opere in cui ha recitato, Tim Reid è stato doppiato da:
- Pino Locchi in Dead Bang - A colpo sicuro
- Eugenio Marinelli in It
- Michele Gammino in Highlander
- Paolo Buglioni in Sister, sister
- Nino Prester in La squadra di bowling Alley Cats
- Rodolfo Bianchi in You Wish! - Attenzione ai desideri
- Giovanni Petrucci in That '70s Show
- Pasquale Anselmo in Dolly Parton: Le corde del cuore
- Gianluca Machelli ne Il natale di Julia